# Гайсинський район
Гайсинський район (Гайсинщина) — район Вінницької області в Україні.Адміністративний центр — місто Гайсин. Площа — 5674,2 км² (21,4% від площі області), населення — 240,3 тис. осіб (2020).

## Історія
Район створено відповідно до постанови Верховної Ради України № 807-IX від 17 липня 2020 року.

## Громади району
До його складу увійшли:
- Міські
  - Ладижинська
  - Бершадська
  - Гайсинська
- Сільські
  - Джулинська
  - Краснопільська
  - Кунківська
  - Райгородська
  - Соболівська
  - Ободівська [3]
  - Ольгопільська
- Селищні
  - Дашівська
  - Теплицька
  - Тростянецька
  - Чечельницька

Раніше територія району входила до складу Гайсинського (1923—2020), Бершадського, Теплицького, Немирівського, Тростянецького, Чечельницького, Іллінецького районів, ліквідованих тією ж постановою.